# Alán Campo
Alán Campo är en ort i Mexiko.   Den ligger i kommunen Chilón och delstaten Chiapas, i den sydöstra delen av landet, 800 km öster om huvudstaden Mexico City. Alán Campo ligger 506 meter över havet och antalet invånare är 475.
Terrängen runt Alán Campo är lite bergig, och sluttar norrut. Runt Alán Campo är det ganska tätbefolkat, med 54 invånare per kvadratkilometer. Närmaste större samhälle är Río Jordán, 14,7 km öster om Alán Campo. I omgivningarna runt Alán Campo växer i huvudsak städsegrön lövskog.